# Ernesto Federico III di Sassonia-Hildburghausen
Ernesto Federico III Carlo di Sassonia-Hildburghausen (Königsberg, 10 giugno 1727 – Seidingstadt, 23 settembre 1780) fu duca di Sassonia-Hildburghausen.

## Biografia
Ernesto Federico era il figlio maggiore di Ernesto Federico II di Sassonia-Hildburghausen e di sua moglie Carolina di Erbach-Fürstenau.
Succedette al padre nel ruolo di duca appena diciottenne nel 1745; come risultato la madre, la duchessa Carolina, resse il governo dello stato come reggente sin quando egli non raggiunse la maggiore età, nel 1748. Come molti principi del suo tempo, intraprese un grand tour in Europa col fratello Eugenio. All'età di 17 anni fu insignito dell'Ordine di Sant'Uberto dall'elettore Carlo Teodoro e nel 1746 dal re Augusto III di Polonia venne insignito dell'Ordine dell'Aquila Bianca.
Ernesto Federico era considerato un uomo intelligente e ricco di talento, e uno dei più bei principi del suo tempo. Donò una biblioteca alla sua città natale ed acquistò la tenuta ed il castello di Hellingen che lasciò poi in appannaggio a suo zio Luigi Federico di Sassonia-Hildburghausen.
Nel 1750 fece trasformare la vecchia "Ballhaus" in un vero e proprio teatro di corte nel quale dava spettacoli ad ingresso gratuito.
Tutto questo, ad ogni modo, non fece altro che ampliare i già cospicui debiti di stato, al punto che l'imperatore Giuseppe II si vide costretto a creare per lui una "commissione di debito" sotto la direzione della duchessa Carlotta Amalia di Sassonia-Meiningen e del principe Giuseppe Federico di Sassonia-Hildburghausen, prozio del duca, al fine di regolare le spese dello stato e vigilare sui debiti non saldati nel 1769. La situazione finanziaria dello stato rimase precaria per i successivi 35 anni tanto durò la commissione, che poté in questo periodo assolvere efficacemente ai debiti insoluti.
Dopo aver concesso nel 1757 i Münzregal (donazioni di denaro che i vassalli dell'Impero tributavano all'imperatore in segno di riconoscenza), l'incendio scoppiato nella città di Hildburghausen nel 1779, costrinse Ernesto Federico a trasferirsi alla propria residenza di caccia a Seidingstadt, dove morì un anno dopo.

## Matrimoni ed eredi
Al palazzo di Hirschholm a Copenaghen il 1º ottobre 1749, Ernesto Federico sposò in prime nozze la principessa Luisa di Danimarca, figlia del re Cristiano VI.
Cinque mesi dopo la morte della prima moglie, il 20 gennaio 1757, nel palazzo di Christiansborg, sempre a Copenaghen, sposò in seconde nozze Cristiana Sofia Carlotta di Brandeburgo-Bayreuth, figlia di Federico Cristiano di Brandeburgo-Bayreuth.
Nove mesi dopo la morte della sua seconda moglie, il 1º luglio 1758, sposò in terze nozze a Bayreuth Ernestina Augusta di Sassonia-Weimar, figlia di Ernesto Augusto I di Sassonia-Weimar. Da questo matrimonio nacquero tre figli:
- Ernestina Federica Sofia di Sassonia-Hildburghausen (1760-1776), sposò Francesco Federico di Sassonia-Coburgo-Saalfeld;
- Carolina (1761-1790), sposò lo zio Eugenio;
- Federico (1763-1834).

## Ascendenza
|                                                 |   |                                        | Genitori                             |  |  | Nonni |  |  | Bisnonni                           |  |  | Trisnonni                               |  |
|                                                 |   |                                        |                                      |  |  |       |  |  | Ernesto di Sassonia-Hildburghausen |  |  | Ernesto I di Sassonia-Coburgo-Altenburg |  |
|                                                 |   |                                        |                                      |  |  |       |  |  | Ernesto di Sassonia-Hildburghausen |  |  | Ernesto I di Sassonia-Coburgo-Altenburg |  |
|                                                 |   | Elisabetta Sofia di Sassonia-Altenburg |                                      |  |  |       |  |  | Ernesto di Sassonia-Hildburghausen |  |  |                                         |  |
| Ernesto Federico I di Sassonia-Hildburghausen   |   |                                        |                                      |  |  |       |  |  | Ernesto di Sassonia-Hildburghausen |  |  |                                         |  |
|                                                 |   | Sofia Enrichetta di Waldeck            | Giorgio Federico di Waldeck          |  |  |       |  |  |                                    |  |  |                                         |  |
|                                                 |   | Sofia Enrichetta di Waldeck            | Giorgio Federico di Waldeck          |  |  |       |  |  |                                    |  |  |                                         |  |
|                                                 |   | Sofia Enrichetta di Waldeck            | Elisabetta Carlotta di Nassau-Siegen |  |  |       |  |  |                                    |  |  |                                         |  |
| Ernesto Federico II di Sassonia-Hildburghausen  |   | Sofia Enrichetta di Waldeck            |                                      |  |  |       |  |  |                                    |  |  |                                         |  |
|                                                 |   | Giorgio Luigi I di Erbach-Erbach       | …                                    |  |  |       |  |  |                                    |  |  |                                         |  |
|                                                 |   | Giorgio Luigi I di Erbach-Erbach       | …                                    |  |  |       |  |  |                                    |  |  |                                         |  |
|                                                 |   | Giorgio Luigi I di Erbach-Erbach       | …                                    |  |  |       |  |  |                                    |  |  |                                         |  |
| Sofia Albertina di Erbach-Erbach                |   | Giorgio Luigi I di Erbach-Erbach       |                                      |  |  |       |  |  |                                    |  |  |                                         |  |
|                                                 |   | Amalia Caterina di Waldeck-Eisenberg   | …                                    |  |  |       |  |  |                                    |  |  |                                         |  |
|                                                 |   | Amalia Caterina di Waldeck-Eisenberg   | …                                    |  |  |       |  |  |                                    |  |  |                                         |  |
|                                                 |   | Amalia Caterina di Waldeck-Eisenberg   | …                                    |  |  |       |  |  |                                    |  |  |                                         |  |
| Ernesto Federico III di Sassonia-Hildburghausen |   | Amalia Caterina di Waldeck-Eisenberg   |                                      |  |  |       |  |  |                                    |  |  |                                         |  |
|                                                 | … | …                                      |                                      |  |  |       |  |  |                                    |  |  |                                         |  |
|                                                 | … | …                                      |                                      |  |  |       |  |  |                                    |  |  |                                         |  |
|                                                 | … | …                                      |                                      |  |  |       |  |  |                                    |  |  |                                         |  |
| Filippo Carlo di Erbach-Fürstenau               | … |                                        |                                      |  |  |       |  |  |                                    |  |  |                                         |  |
|                                                 |   | …                                      | …                                    |  |  |       |  |  |                                    |  |  |                                         |  |
|                                                 |   | …                                      | …                                    |  |  |       |  |  |                                    |  |  |                                         |  |
|                                                 |   | …                                      | …                                    |  |  |       |  |  |                                    |  |  |                                         |  |
| Carolina di Erbach-Fürstenau                    |   | …                                      |                                      |  |  |       |  |  |                                    |  |  |                                         |  |
|                                                 |   | …                                      | …                                    |  |  |       |  |  |                                    |  |  |                                         |  |
|                                                 |   | …                                      | …                                    |  |  |       |  |  |                                    |  |  |                                         |  |
|                                                 |   | …                                      | …                                    |  |  |       |  |  |                                    |  |  |                                         |  |
| Carlotta Amalia di Kunowitz                     |   | …                                      |                                      |  |  |       |  |  |                                    |  |  |                                         |  |
|                                                 |   | …                                      | …                                    |  |  |       |  |  |                                    |  |  |                                         |  |
|                                                 |   | …                                      | …                                    |  |  |       |  |  |                                    |  |  |                                         |  |
|                                                 |   | …                                      | …                                    |  |  |       |  |  |                                    |  |  |                                         |  |
|                                                 |   | …                                      |                                      |  |  |       |  |  |                                    |  |  |                                         |  |